# Вудбері (Теннессі)
Вудбері (англ. Woodbury) — місто (англ. town) в США, в окрузі Кеннон штату Теннессі. Населення — 2703 особи (2020).

## Географія
Вудбері розташоване за координатами 35°49′29″ пн. ш. 86°4′22″ зх. д. / 35.82472° пн. ш. 86.07278° зх. д. (35.824668, -86.072706).  За даними Бюро перепису населення США в 2010 році місто мало площу 5,22 км², уся площа — суходіл.

## Демографія
Згідно з переписом 2010 року, у місті мешкало 2680 осіб у 1118 домогосподарствах у складі 637 родин. Густота населення становила 514 осіб/км².  Було 1219 помешкань (234/км²).
Расовий склад населення:
| - 94,9 % — білих - 3,0 % — чорних або афроамериканців - 0,2 % — азіатів - 0,1 % — корінних американців |

До двох чи більше рас належало 1,2 %. Частка іспаномовних становила 1,9 % від усіх жителів.
За віковим діапазоном населення розподілялося таким чином: 23,1 % — особи молодші 18 років, 55,8 % — особи у віці 18—64 років, 21,1 % — особи у віці 65 років та старші. Медіана віку мешканця становила 38,9 року. На 100 осіб жіночої статі у місті припадало 84,1 чоловіків;  на 100 жінок у віці від 18 років та старших — 76,5 чоловіків також старших 18 років.
Середній дохід на одне домашнє господарство  становив 38 657 доларів США (медіана — 27 061), а середній дохід на одну сім'ю — 47 311 долар (медіана — 34 095). Медіана доходів становила 27 174 долари для чоловіків та 26 307 доларів для жінок. За межею бідності перебувало 34,5 % осіб, у тому числі 58,7 % дітей у віці до 18 років та 14,9 % осіб у віці 65 років та старших.
Цивільне працевлаштоване населення становило 936 осіб. Основні галузі зайнятості: освіта, охорона здоров'я та соціальна допомога — 23,8 %, виробництво — 18,3 %, роздрібна торгівля — 12,0 %, науковці, спеціалісти, менеджери — 8,2 %.